# Illégitime (téléfilm)
Pour les articles homonymes, voir Illégitime (homonymie).
Pour plus de détails, voir Fiche technique et Distribution.
Illégitime est un téléfilm français réalisé par Renaud Bertrand. Il est diffusé pour la première fois, en  Suisse le 9 mai 2018 sur RTS Un, puis, en France, le 13 mars 2019 sur France 2. Il a reçu quatre prix au Festival des créations télévisuelles de Luchon 2019.

## Synopsis
Dans la banlieue de Lille, Maurice est victime d'un hold-up dans son bureau de tabac. Il tire sur un braqueur, qui succombe à ses blessures. L'identité de celui-ci provoque dans la famille du commerçant désarroi et déchirement, car il s'avère être l'enfant, âgé de 15 ans, de la maîtresse de Stéphane, le fils de Maurice.

## Fiche technique
- Réalisateur : Renaud Bertrand
- Scénario : Maxime Caperan, Thomas Finkielkraut
- Musique : Grégoire Hetzel
- Son : Jean Casanova et Pierre Leblanc
- Producteur : Olivier Bibas, Antonin Ehrenberg
- Sociétés de production : Patafilm, Atlantique Productions, France Télévisions
- Genre : Drame
- Durée : 90 minutes
- Dates de diffusion :  
  -  Suisse : 9 mai 2018 sur RTS Un
  -  France : 13 mars 2019 sur France 2

## Distribution
Sauf indication contraire, les informations mentionnées dans cette section peuvent être confirmées par la base de données cinématographiques IMDb,  présente dans la section « Liens externes ».
- Thierry Neuvic : Stéphane
- Rachida Brakni : Leila
- Guy Marchand : Maurice
- Sophie Quinton : Élise
- Hajar Koutaine : Doria
- Sami Outalbali : Sofiane
- Théo Cholbi : Serge
- François Loriquet : Maître Ferroni
- Riton Liebman : Lieutenant Riquet
- Christelle Cornil : Le Procureur
- Gaël Cottat : Xavier
- Léo Dussollier : Assureur
- Sofiane Felouki : Policier bus
- Leslie Vicas : Collègue Leila
- Yacine Benaouda : Ami de serge

## Production

### Inspiration
Le film s'inspire d'un fait divers. En 2013, un bijoutier de Nice tue un cambrioleur,. L'histoire est néanmoins transposée dans la banlieue de Lille. Dans une interview à Télépro, Thierry Neuvic s'exprime sur ce changement de lieu : « Transposer le fait divers de Nice dans un quartier difficile et pauvre de la banlieue lilloise ajoute une nouvelle dramaturgie. Cela évoque l'abandon de cette population et le problème des armes qui trainent partout. »

### Tournage
Le tournage eut lieu de novembre à décembre 2017 à Lille et ses environs, notamment au commissariat de Roubaix,.
Guy Marchand explique son malaise, lors de la scène du braquage : « Entre nous, j'ai ressenti un petit malaise quand il a fallu tourner la scène dans laquelle je tire sur le môme et qu'il est étendu par terre. Ça fait un choc. Moi, je n'aurais pas tiré ».

## Distinctions
- Festival des créations télévisuelles de Luchon 2019[7] :
  - Pyrénées d'or de la meilleure fiction unitaire
  - Prix du meilleur scénario pour Maxime Caperan et Thomas Finkielkraut
  - Prix de la meilleure interprétation masculine pour Thierry Neuvic
  - Prix spécial pour Guy Marchand

## Diffusion et débat
Lors de sa diffusion, le 13 mars 2019, France 2 a prolongé la soirée en consacrant un débat à la légitime défense. Il est animé par Julian Bugier.